# Foxboro Hot Tubs
Foxboro Hot Tubs ist eine US-amerikanische Garagenrock-Band. Die Gruppe ist ein Nebenprojekt der Punkband Green Day.

## Bandgeschichte
Die Band besteht aus den drei Mitgliedern von Green Day (Billie Joe Armstrong, Mike Dirnt, Tre Cool), zwei ihrer langjährigen Live-Musiker (Jason White, Jason Freese), sowie Kevin Preston und entstand während der Sessions zum Green-Day-Album 21st Century Breakdown. Aufmerksamkeit erregten die Foxboro Hot Tubs erstmals Ende 2007, als an ausgewählte Mitglieder von Green Days Fanclub Emails mit der eigens eingerichteten Homepage der Band versendet wurden. Auf besagter Website wurden – immer nur kurzzeitig – zunächst drei Songs und später eine um drei weitere Songs ergänzte EP namens Stop Drop And Roll!!! zum kostenlosen Download veröffentlicht. Zu dieser Zeit wurde bereits spekuliert, dass die Band nach The Network ein weiteres geheimes Nebenprojekt von Green Day sein könnte: Neben der oben benannten Verteilung über deren Fanclub, galt die unverkennbare Stimme von Billie Joe Armstrong als größtes Indiz. Als Plattenfirma wird Jingle Town Records genannt; Jingletown ist ein Stadtteil in Green Days Heimatstadt Oakland und wurde bereits auf American Idiot von der Band textlich gewürdigt.
Im Frühjahr 2008 wurde das ebenfalls Stop Drop And Roll!!! betitelte Debütalbum der Band veröffentlicht. Es enthält fünf der sechs Songs der gleichnamigen EP sowie 6 weitere Stücke auf der auf CD fiktiven B-Seite des Albums. Der auf der EP enthaltene Track Highway 1 wurde durch die Neuaufnahme Broadway ersetzt. Im Zuge der Albumveröffentlichung gaben Green Day auch offiziell bekannt, dass die Foxboro Hot Tubs ihr Nebenprojekt seien.
Die Liveaktivitäten der Band beschränkten sich auf häufig unangekündigte Konzerte in kleineren Clubs. Gelegentlich traten sie auch als Überraschungsvorgruppe von Green Day bzw. nach Konzerten von Green Day spät nachts noch in nahegelegenen Clubs auf. Bei Konzerten werden einzelne Stücke von Green Day und The Network gecovert. Der von den Foxboro Hot Tubs nur live gespielte Song Fuck Time wurde von Green Day 2012 auf dem Studioalbum ¡Dos! veröffentlicht. Seit Mitte der 2010er Jahre sind die Foxboro Hot Tubs inaktiv.

## Stil
Stilistisch spielen die Foxboro Hot Tubs einen Mix aus Garage Rock und Proto-Punk der 1960er Jahre. welcher sich auch im Artwork ihres Albums niederschlägt. Die Tracklist ist in A- und B-Seite unterteilt, wobei die CD den selbstironischen Warnhinweis enthält, die B-Seite nicht abzuspielen.

## Diskografie
- 2008: Stop Drop and Roll!!! (Album)
- 2008: Mother Mary (Single)
- 2008: The Pedestrian (Single)